# Pax Nova
Pax Nova est un jeu vidéo de stratégie au tour par tour de science-fiction développé par le studio portugais GreyWolf Entertainment et édité par Iceberg Interactive. Le jeu est sorti pour Microsoft Windows le 28 avril 2020.

## Système de jeu
Pax Nova est un jeu de stratégie au tour par tour qui possède des mécanique d'un jeu 4X. Le jeu place le joueur sur une planète générée de manière procédurale, au milieu de la galaxie Eos, et l’appelle à frayer son chemin en construisant une civilisation. Le joueur peut choisir de rentrer dans l'une des quinze factions déjà existantes (chacune étant composées d'attributs divers et réparties entre trois races différentes), ou de créer une faction qui lui est propre et s'établir à Eos. Le jeu donne l'occasion d'explorer de nouveaux mondes et de nouveaux systèmes stellaires remplis de secrets à découvrir suivis de nombreux aspects dangereux. Il est possible de construire des villes et de prendre des décisions importantes, comme l'expansion de l'influence par la diplomatie ou la déclaration de guerre et la préparation au combat sur terre ou dans l'espace, le tout en fonction des styles de jeu de chacun.
Il peut explorer ce qui se trouve en dehors de sa planète de départ et découvrir, coloniser ou envahir de nouveaux mondes. Chaque planète est composée de divers biomes et de nombreux défis, et regorge de secrets, de créatures, de personnages, de factions, etc. De nouvelles options de diplomatie sont présentes pour être débloquées en fonction des traits, de la technologie, d'événements spécifiques, etc. Le jeu contient également des fonctionnalités telles que la condition de victoire pour chaque joueur, la personnalisation de l'unité et du vaisseau et arbres technologiques générés aléatoirement.

## Développement
Pax Nova est développé par GreyWolf Entertainment sous Mike Domingues, qui a fondé la société après l'échec de son studio précédent, Arkavi Studios, qui a développé Lords of the Black Sun, mais qui fut mal réceptionné. Le jeu est annoncé le 15 octobre 2018 sur PC.